# سقنقور مابویا
سقنقور مابویا (نام علمی: Varzea bistriata) نام یک گونه از تیره سقنقور است. این گونه در آمریکای جنوبی و برخی از جزایر دریای کارائیب یافت می‌شود. این خزنده در برزیل، گویان فرانسه، بولیوی، جامائیکا، و احتمالاً پرو، کلمببا، ترینیداد، و توباگو حضور دارد.